# Longin Tołczyk
Login Tołczyk (ur. 12 sierpnia 1925 w Chojnowie na Podlasiu, zm. 6 września 1997 w Clearwater na Florydzie) – polski ksiądz katolicki, działacz polonijny, założyciel Centrum Polsko-Słowiańskiego w Nowym Yorku.
Urodził się z patriotycznej rodzinie, syn Jana i Romualdy zd. Chojnowskiej. Był stryjecznym wnukiem żołnierza Błękitnej Armii Józefa Hallera, osiedlonego w Stanach Zjednoczonych. Ochrzczony w kościele w Trzciannem. Po zdaniu matury w liceum pedagogicznym w Giżycku wstąpił do seminarium duchownego w Białymstoku. W 1954 r. przyjął święcenia kapłańskie z rąk abp. Romualda Jałbrzykowskiego. W 1957 r., na fali „odwilży październikowej” wyjechał do swoich krewnych w USA, gdzie kwestował na rzecz rozbudowy seminarium. W 1962 wyjechał po raz drugi, podejmując posługę wśród Polonii amerykańskiej.
15 sierpnia 1972 r. założył Centrum Polsko-Słowiańskie w Nowym Yorku. Do nazwy dodał przymiotnik „Słowiańskie”, gdyż swoją działalnością chciał objąć także emigrantów z Europy Wschodniej. W pierwszych latach Centrum było finansowane wyłącznie z ofiar krewnych i przyjaciół księdza. Później dołączyli prywatni przedsiębiorcy. Szybki rozwój dzieła pozwolił na zakup w Greenpoint na Brooklynie, dzielnicy zamieszkałej w dużej mierze przez Polaków, dwóch, połączonych ze sobą, budynków przy 177 Kent Street i przy 176 Java Street. Jeden z budynków był dawnym zborem protestanckim, zamienionym na aulę. Centrum prowadziło działalność kulturalną i światową (w tym naukę języka angielskiego) oraz opiekuńczo-charytatywną, stając się z upływem lat największą polonijną organizacją na Wschodnim Wybrzeżu USA. W 1976 r. ks. Tołczyk założył też Przemysłowo-Handlową Federalną Unię Kredytową (Industrial and Commercial Federal Credit Union). Jej pierwszym prezesem został Mirosław Łuniewski.
Początkowo Unia działała w skromnych warunkach, zajmując część stołówki Centrum. Pozyskała jednak wielu polonijnych biznesmenów. Po 1980 r. do Nowego Yorku napłynęła fala nowych emigrantów z Polski. Unia udzielała im pożyczek, tak na wykup wynajmowanych nieruchomości, jak i na otwarcie własnych biznesów. Obecnie nosi ona nazwę Polsko-Słowiańskiej Federalnej Unii Kredytowej. Niestety w Unii doszło do konfliktów wewnętrznych, w wyniku których ks. Tołczyk opuścił Nowy York, przenosząc się na Florydę. Opublikował książkę W obronie Polonii, w której opisał dyskryminację polskich emigrantów przez władze USA. W książce tej stwierdził między innymi: „Jako główny cel przedstawiłem sobie potrzebę zjednoczenia Polonii w walce o słuszne prawa społeczne, niesienie pomocy Rodakom we wszelkich trudnościach życiowych, opieka nad starszymi i chorymi, oraz upowszechnienie i utwierdzenie wśród młodego pokolenia najlepszych, chrześcijańsko-narodowych tradycji. Zwłaszcza że inne grupy etniczne założyły wiele ośrodków opieki społecznej i pracy kulturalnej i artystycznej, korzystając z subsydiów miejskich i państwowych”.
Jego bratankiem jest Dariusz Tołczyk, profesor języków i literatur słowiańskich na University of Virginia. W pracy naukowej i publicystycznej zajmuje się między innymi propagandowymi przedstawieniami zbrodni komunistycznych, zarówno w ZSRR, jak i na Zachodzie. Jest on autorem m.in. książki Gułag w oczach Zachodu.